# Fox Creek (Daggett Creek)
Der Fox Creek ist ein kurzer Bach im Crow Wing County in Minnesota. Er ist der Abfluss des knapp einen Quadratkilometer großen East Fox Lake. Der Bach verläuft in südsüdöstlicher Richtung, durchfließt auf halbem Weg einen kleinen, namenlosen Teich und mündet schon nach rund zwei Kilometern in den Daggett Creek (auch Daggett Brook).
Das Einzugsgebiet des Fox Creek umfasst nach Angaben des USGS 40 km² und besteht zu über 10 % aus Stillgewässern. Es ist Teil des Einzugsgebiets vom Mississippi.